# Горња Враштица
Горња Враштица (мкд. Горна Враштица) је насеље у Северној Македонији, у југоисточном делу државе. Горња Враштица је у саставу општине Конче.

## Географија
Горња Враштица је смештена у југоисточном делу Северне Македоније. Од најближег града, Радовишта, насеље је удаљено 20 km југозападно.
Насеље Горња Враштица се налази у историјској области Лукавица. Насеље је положено у долини реке Криве Лукавице, на приближно 560 метара. Долина је затворена планинама, па се западно од насеља издиже Конечка планина, ка југу Градешка планина, а ка истоку Смрдеш. Поред села је успостављено вештачко Мантово језеро, због ког је село плански исељено. 
Месна клима је континентална, са утицајем Егејског мора (жарка лета).

## Становништво
Горња Враштица је према последњем попису из 2002. године била без становника.
Претежно становништво били су етнички Македонци. 
Већинска вероисповест месног становништва била је православље.